# Valeria Răcilă
Valeria Răcilă, née le 2 juin 1957 à Stulpicani, est une rameuse d'aviron roumaine. 

## Carrière
Valeria Răcilă est médaillée de bronze de deux de couple aux Championnats du monde d'aviron 1979 et aux Jeux olympiques de 1980 et médaillée de bronze en quatre barré. 
Aux Jeux olympiques de 1984 à Los Angeles, Valeria Răcilă est sacrée championne olympique de skiff.